# نورثليك
نورثليك (إلينوي) (بالإنجليزية: Northlake, Illinois)‏ هي مدينة تقع في الولايات المتحدة في إلينوي. يقدر عدد سكانها بـ 12,323 نسمة .

## التركيبة السكانية
حدّد مكتب تعداد الولايات المتحدة بيانات التركيبة السكانية لنورثليك في تعداد الولايات المتحدة. في ما يلي، التركيبة السكانية حسب تعدادي 2000 و2010.

### تعداد عام 2000
بلغ عدد سكان نورثليك 11,878 نسمة بحسب تعداد عام 2000، وبلغ عدد الأسر 3,873 أسرة وعدد العائلات 2,755 عائلة مقيمة في المدينة. في حين سجلت الكثافة السكانية 1,443.3 نسمة لكل كيلومتر مربع (3,738.1/ميل2). وبلغ عدد الوحدات السكنية 4,008 وحدة بمتوسط كثافة قدره 487 لكل كيلومتر مربع (1,261.3/ميل2).
وتوزع التركيب العرقي للمدينة بنسبة 75.47% من البيض و2.40% من الأمريكيين الأفارقة و0.50% من الأمريكيين الأصليين و3.67% من الأمريكيين ذوي الأصول الآسيوية و0.05% من سكان جزر المحيط الهادئ و15.36% من الأعراق الأخرى و2.55% من عرقين مختلطين أو أكثر و34.80% من الهسبانيون أو اللاتينيون من أي عرق.
بلغ عدد الأسر 3,873 أسرة كانت نسبة 39.1% منها لديها أطفال تحت سن الثامنة عشر تعيش معهم، وبلغت نسبة الأزواج القاطنين مع بعضهم البعض 53.9% من أصل المجموع الكلي للأسر، ونسبة 11.4% من الأسر كان لديها معيلات من الإناث دون وجود شريك،  بينما كانت نسبة 5.9% من الأسر لديها معيلون من الذكور دون وجود شريكة وكانت نسبة 28.9% من غير العائلات. تألفت نسبة 24.7% من أصل جميع الأسر من عدة أفراد يعيشون في نفس المنزل ونسبة 12% كانت تتألف من شخص يعيش بمفرده يبلغ من العمر 65 عاماً أو أكثر. وبلغ متوسط حجم الأسرة المعيشية 2.95، أما متوسط حجم العائلات فبلغ 3.56.
بلغ العمر الوسطي للسكان 35.9 عاماً. وكانت نسبة 25.4% من القاطنين تحت سن الثامنة عشر، وكانت نسبة 9.9% بين الثامنة عشر والرابعة والعشرين عاماً، ونسبة 29.4% كانت واقعةً في الفئة العمرية ما بين الخامسة والعشرين والرابعة والأربعين عاماً، ونسبة 19.7% كانت ما بين الخامسة والأربعين والرابعة والستين، ونسبة 11.7% كانت ضمن فئة الخامسة والستين عاماً فما فوق. يوجد لكل 100 أنثى 99.9 ذكر، ويوجد لكل 100 أنثى في الثامنة عشر من عمرها فما فوق 97.7 ذكر.
بلغ متوسط دخل الأسرة في المدينة 48,487 دولارًا، أما متوسط دخل العائلة فبلغ 53,472 دولارًا. وكان متوسط دخل الذكور 34,038 دولارًا مقابل 26,580 دولارًا للإناث. وسجل دخل الفرد الخاص بالمدينة 18,396 دولارًا. وكانت نسبة 6% من العائلات ونسبة 8.1% من السكان تحت خط الفقر، وكان من هؤلاء نسبة 12.2% تحت سن الثامنة عشر ونسبة 7.8% في الخامسة والستين من العمر وما فوق.

### تعداد عام 2010
بلغ عدد سكان نورثليك 12,323 نسمة بحسب تعداد عام 2010، وبلغ عدد الأسر 3,983 أسرة وعدد العائلات 2,765 عائلة مقيمة في المدينة. في حين سجلت الكثافة السكانية 1,497.3 نسمة لكل كيلومتر مربع (3,878.0/ميل2). وبلغ عدد الوحدات السكنية 4,274 وحدة بمتوسط كثافة قدره 519.3 لكل كيلومتر مربع (1,345.0/ميل2).
وتوزع التركيب العرقي للمدينة بنسبة 66.95% من البيض و3.22% من الأمريكيين الأفارقة و0.46% من الأمريكيين الأصليين و2.79% من الأمريكيين ذوي الأصول الآسيوية و0.03% من سكان جزر المحيط الهادئ و23.66% من الأعراق الأخرى و2.88% من عرقين مختلطين أو أكثر و52.91% من الهسبانيون أو اللاتينيون من أي عرق.
بلغ عدد الأسر 3,983 أسرة كانت نسبة 38.8% منها لديها أطفال تحت سن الثامنة عشر تعيش معهم، وبلغت نسبة الأزواج القاطنين مع بعضهم البعض 50.8% من أصل المجموع الكلي للأسر، ونسبة 12% من الأسر كان لديها معيلات من الإناث دون وجود شريك،  بينما كانت نسبة 6.6% من الأسر لديها معيلون من الذكور دون وجود شريكة وكانت نسبة 30.6% من غير العائلات. تألفت نسبة 26.4% من أصل جميع الأسر من عدة أفراد يعيشون في نفس المنزل ونسبة 15.3% كانت تتألف من شخص يعيش بمفرده يبلغ من العمر 65 عاماً أو أكثر. وبلغ متوسط حجم الأسرة المعيشية 3.03، أما متوسط حجم العائلات فبلغ 3.72.
بلغ العمر الوسطي للسكان 36.3 عاماً. وكانت نسبة 25.4% من القاطنين تحت سن الثامنة عشر، وكانت نسبة 9.9% بين الثامنة عشر والرابعة والعشرين عاماً، ونسبة 25.8% كانت واقعةً في الفئة العمرية ما بين الخامسة والعشرين والرابعة والأربعين عاماً، ونسبة 25% كانت ما بين الخامسة والأربعين والرابعة والستين، ونسبة 13.9% كانت ضمن فئة الخامسة والستين عاماً فما فوق. وتوزع التركيب الجنسي للسكان بنسبة 48.7% ذكور و51.3% إناث.